# Giovanni Aldini
Pour les articles homonymes, voir Aldini.
Giovanni Aldini, né le 10 avril 1762 à Bologne et mort le 17 janvier 1834 à Milan est un physicien italien. Il était le frère du comte Antonio Aldini (1755-1826) qui fut homme d'État et le neveu de Luigi Galvani (1737-1798) dont il édita le traité sur l'électricité musculaire en 1791.

## Résumé biographique

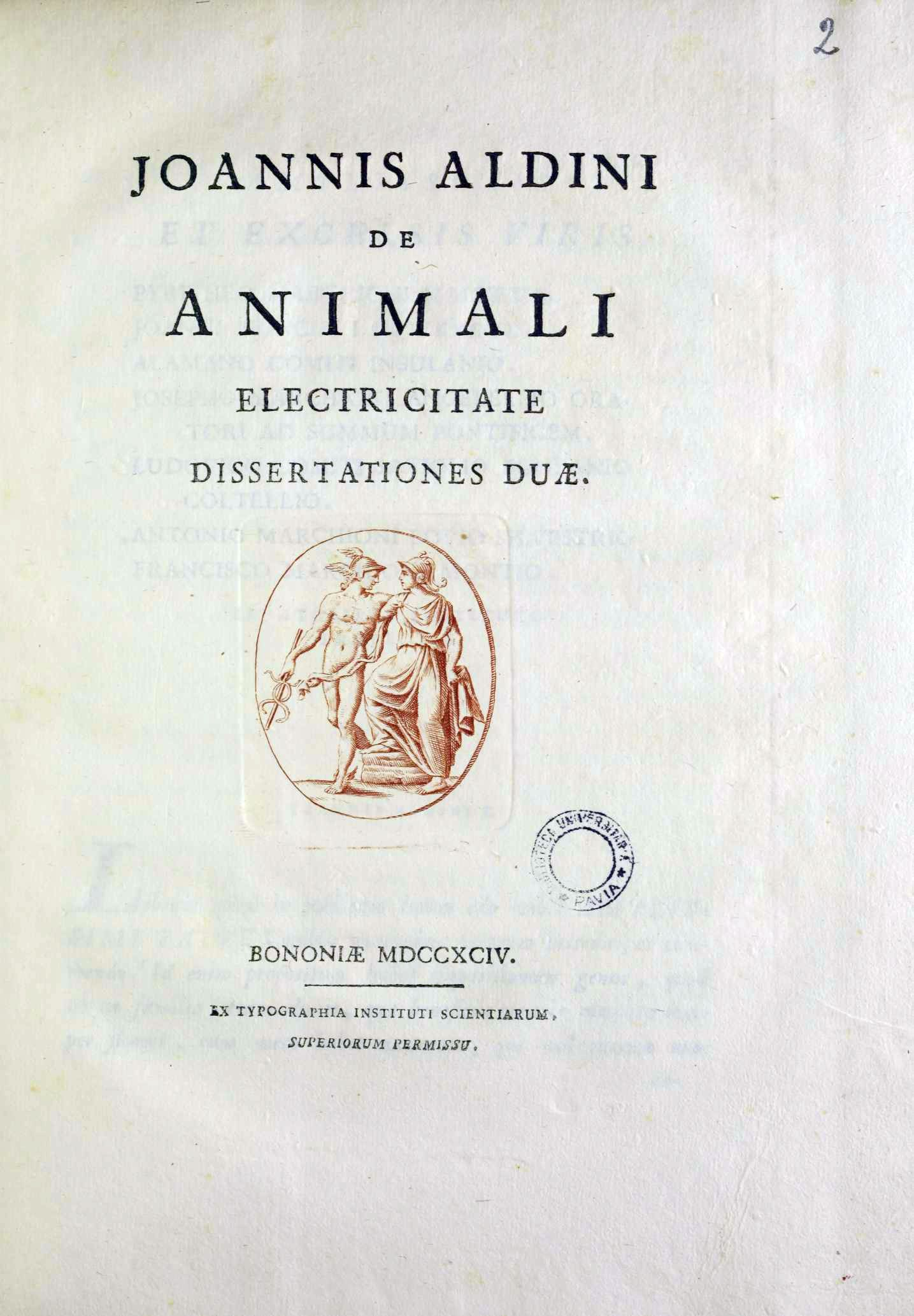
De animali electricitate, 1794

Giovanni Aldini devient professeur de physique dans sa ville natale en 1798, prenant la succession de son maître Sebastiano Canterzani (1734-1819). Son œuvre scientifique est essentiellement consacrée au galvanisme et à ses applications médicales, à la construction et à la mise au point du dispositif d'éclairage des phares et à des expériences destinées à préserver la vie humaine et les objets matériels de la destruction par le feu.
Aldini est aussi connu pour s'être livré à une démonstration publique des techniques du galvanisme sur George Foster, un condamné à mort pendu à Newgate (Londres). Il rédigeait ses travaux en français et en anglais en plus de sa langue maternelle, l'italien. En reconnaissance de ses mérites, l'empereur d'Autriche le fait chevalier de l'Ordre de la Couronne de fer  et conseiller d'état à Milan où il terminera sa vie âgé de 72 ans. Il dépensa une somme considérable pour fonder une école de sciences naturelles pour les artisans à Bologne. En 1804 il est nommé membre correspondant de l'académie des sciences bavaroise (Bayerischen Akademie der Wissenschaften).

## Postérité
Mary Shelley n'avait que 5 ans en janvier 1803 lorsqu'Aldini a réalisé ses expériences sur Foster. Dans son introduction à l'édition 1831 de Frankenstein, elle ne mentionne pas Aldini, mais se dit influencée par le galvanisme. L'histoire de Foster a cependant pu servir à élaborer le personnage de Victor Frankenstein.

## Sources
- (en) « Giovanni Aldini », dans Encyclopædia Britannica [détail de l’édition], 1911 (lire sur Wikisource).